# Autoriserede stednavne i Danmark
Autoriserede stednavne i Danmark er danske stednavne hvis officielle retskrivning er fastsat af Stednavneudvalget. I alt er der omkring 25.000 danske stednavne med en officiel og autoriseret stavemåde.
Seneste trykte liste er fra 23. maj 2013. Oversigten over autoriserede stednavne opdateres løbende i Stednavneudvalgets søgbare database, stednavne.info, hvor de også kan ses på kort og luftfoto.

## Ekstern kilde/henvisning
1. ↑  Stednavneudvalget: www.stednavneudvalget.dk, hentet 16. maj 2013

- Listen med autoriserede stednavne i Danmark
- Retskrivning af stednavne, Bent Jørgensen, 2006, hentet 16. maj 2013
- Autorisering af stednavne, Stednavneudvalget, hentet 15. maj 2013